# Centro Cooperativista Uruguayo
Die Centro Cooperativista Uruguayo (CCU) ist eine uruguayische Nichtregierungsorganisation.

## Strukturelle Daten
Die als gemeinnützige Vereinigung (Asociación civil sin fines de lucro) organisierte CCU wurde im November 1961 gegründet. Sie verfügt über eigene Rechtspersönlichkeit und hat jeweils einen Sitz in Montevideo und Paysandú. Die CCU ist sowohl Mitbegründer als auch Mitglied der Confederación Uruguaya de Entidades Cooperativas (CUDECOOP), der Asociación Nacional de Organizaciones No Gubernamentales (ANONG), der Asociación de Entidades de Capacitación (ADECA), der Asociación Latinoamericana de Organizaciones de Promoción (ALOP) und der Habitat International Coalition (HIC). Derzeitige (Stand: 2004) Präsidentin der CCU ist Graciela Fernández.

## Tätigkeitsbereich
Das Tätigkeitsfeld der landesweit sowohl im ländlichen als auch im städtischen Umfeld aktiven CCU ist der Wohnungsbereich, in dem sie auf eine Verbesserung der sozialen und ökonomischen Infrastruktur hinarbeitet und hier technische Hilfe und Informationen anbietet. Dies soll zur Förderung der self-reliance derjenigen Menschen beitragen, die im Bereich von Genossenschaften oder Selbsthilfegruppen tätig sind.